# Pokrzywna (stacja kolejowa)
Pokrzywna – nieistniejąca już stacja kolejowa w Moszczance, województwie opolskim, w powiecie prudnickim, w gminie Prudnik, w Polsce.

## Historia

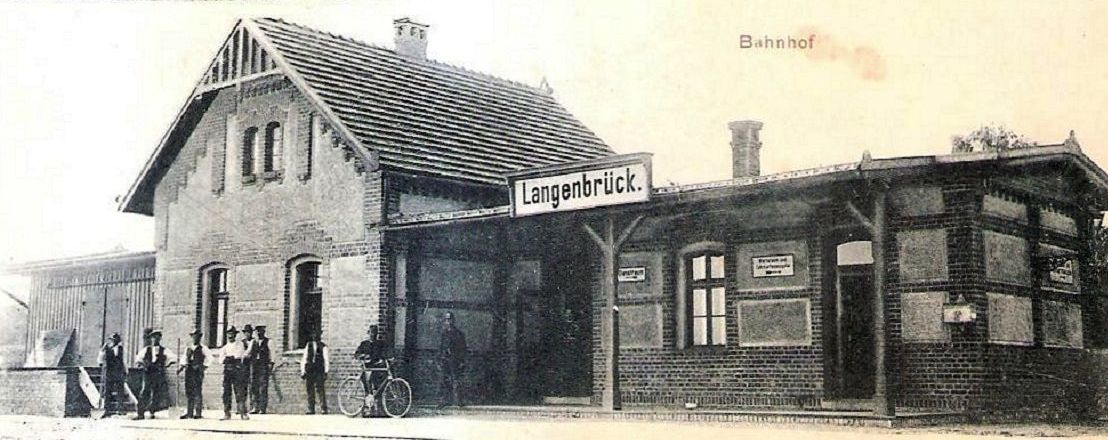
Dworzec kolejowy w Moszczance (1910)

Znajduje się w Moszczance, przy drodze do Pokrzywnej. Budynek dworca powstał w 1913. Początkowo stacja nosiła nazwę Langenbrück. W 1939 została zmieniona na Wildgrund, prawdopodobnie dla bardziej znanej, wypoczynkowej Pokrzywnej. Nie zmieniono jednak jej przynależności administracyjnej.
Stacja została wykreślona z „Wykazu odległości taryfowych” 23 maja 1971. W 1980 w budynku nieczynnego dworca urządzono mieszkanie służbowe dla rodziny kolejarskiej. Pozostały teren stacji stopniowo zarósł zielenią.
Mimo że budynek przez cały czas znajdował się w granicach administracyjnych Moszczanki, tablica z adresem wskazywała na jego przynależność do Pokrzywnej. W 2022 mieszkańcy lokalu oraz PKP wystąpili do gminy Prudnik o wyprostowanie prawne zaszłości. Budynkowi nadano nowy numer administracyjny związany z Moszczanką, a mieszkańcom umożliwiono załatwianie czynności prawnych w Prudniku.